# Stenobarichneumon pygmaeops
Stenobarichneumon pygmaeops är en stekelart som beskrevs av Heinrich 1961. Stenobarichneumon pygmaeops ingår i släktet Stenobarichneumon och familjen brokparasitsteklar. Inga underarter finns listade i Catalogue of Life.